# Sheffieldia rhodesiae
Sheffieldia rhodesiae är en fjärilsart som beskrevs av Elliot C.G. Pinhey 1962. Sheffieldia rhodesiae ingår i släktet Sheffieldia och familjen juvelvingar. Inga underarter finns listade i Catalogue of Life.